# Bridgetown (Ohio)
Bridgetown é um lugar designado pelo censo localizado no condado de Hamilton no estado estadounidense de Ohio. No Censo de 2010 tinha uma população de 14.407 habitantes e uma densidade populacional de 1.286,74 pessoas por km².

## Geografia
Bridgetown encontra-se localizado nas coordenadas 39° 09′ 18″ N, 84° 38′ 09″ O. Segundo o Departamento do Censo dos Estados Unidos, Bridgetown tem uma superfície total de 11.2 km², da qual 11.2 km² correspondem a terra firme e (0%) 0 km² é água.

## Demografia
Segundo o censo de 2010, tinha 14.407 habitantes residindo em Bridgetown. A densidade populacional era de 1.286,74 hab./km². Dos 14.407 habitantes, Bridgetown estava composto pelo 96.95% brancos, o 0.92% eram afroamericanos, o 0.08% eram amerindios, o 0.77% eram asiáticos, o 0.06% eram insulares do Pacífico, o 0.12% eram de outras raças e o 1.11% pertenciam a duas ou mais raças. Do total da população o 0.76% eram hispanos ou latinos de qualquer raça.